# Martin Krampelj
Martin Krampelj (Lubiana, 10 marzo 1995) è un cestista sloveno.

## Palmarès
- CEBL: 1

Hamilton Honey Badgers: 2022
- Alpe Adria Cup: 1

Dąbrowa Górnicza: 2022-2023